# Koalicja Pracy

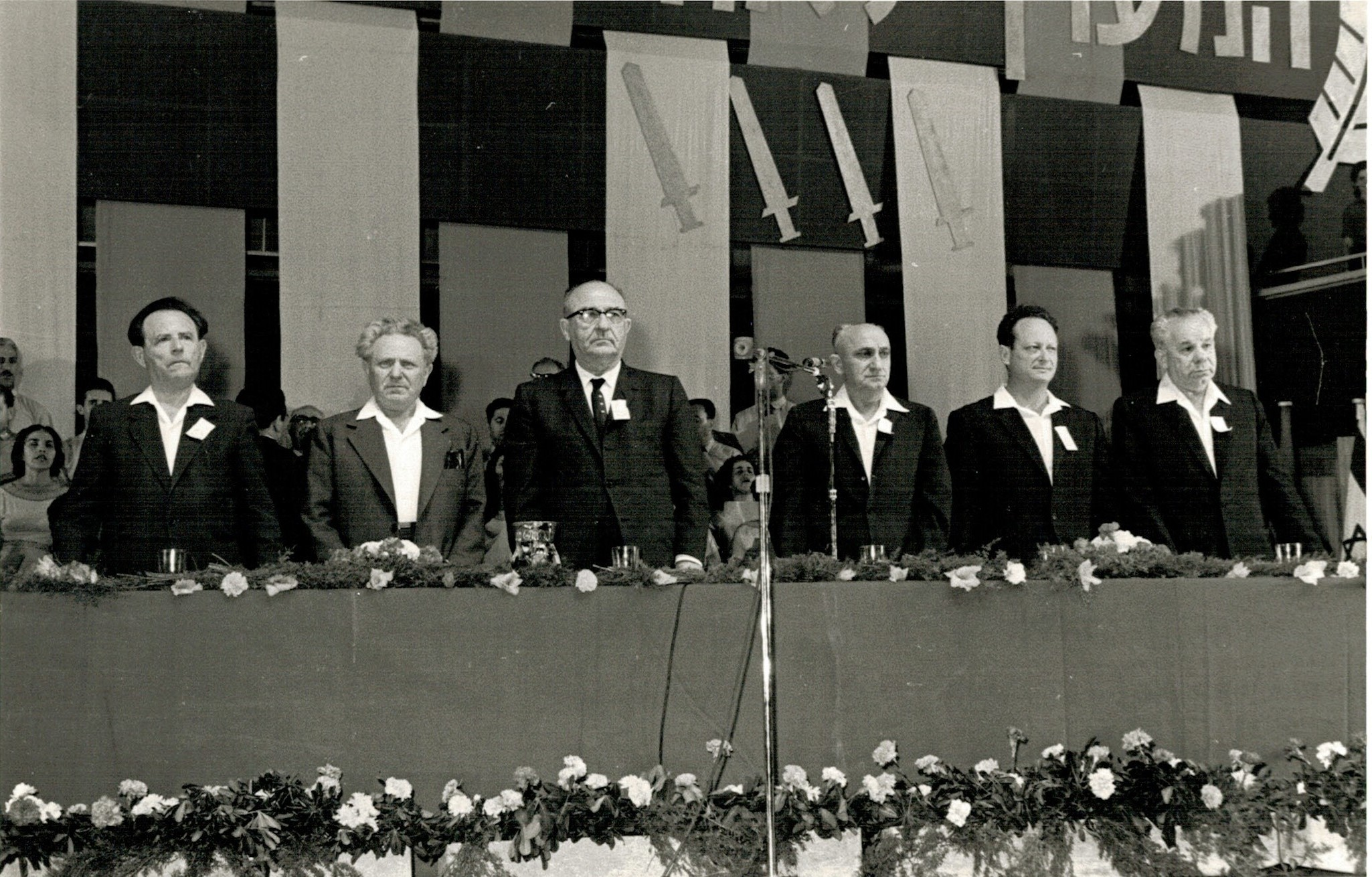
Konwencja założycielska Koalicji Pracy, od lewej: Mosze Karmel, Jigal Allon, Re’uwen Barkat, Lewi Eszkol, Jisra’el Galili i Aharon Becker (1965)

Koalicja Pracy (hebr.:  המערך, Ma’arach, ang.: Alignment) – izraelska lewicowa koalicja wyborcza działająca w latach 1965–1992 – w VI, VII, VIII, IX, X, XI i XII kadencji Knesetu.
Pierwotnie sojusz partii Achdut ha-Awoda i Mapai, a następnie koalicja wyborcza Mapam i świeżo powstałej Partii Pracy (z połączenia Rafi, Achdut ha-Awoda i Mapai), z czasem koalicja Partii Pracy i innych organizacji lewicowych. Od wyborów w 1992 Izraelska Partia Pracy startowała pod własnym szyldem.
Przewodniczącymi koalicji byli kolejno:
- 1965–1968 – Lewi Eszkol
- 1969–1974 – Golda Meir
- 1974–1977 – Icchak Rabin
- 1977–1991 – Szimon Peres